# Iphofen
Iphofen är en stad i Landkreis Kitzingen i Regierungsbezirk Unterfranken i förbundslandet Bayern i Tyskland.
Staden ingår i kommunalförbundet Iphofen tillsammans med köpingarna Markt Einersheim och Willanzheim samt kommunen Rödelsee.